# جمال رحمتی
جمال رحمتی (زادهٔ ۱۳۵۱ در زنجان) کاریکاتوریست اهل ایران و برنده چندین جایزه بین‌المللی است.

## زندگی‌نامه
رحمتی فارغ‌التحصیل رشتهٔ گرافیک از دانشکده هنرهای زیبای دانشگاه تهران و فوق لیسانسش را هم در زمینه انیمیشن از دانشکده سینما تئاتر دانشگاه هنر اخذ کرده‌است. او سابقه همکاری به عنوان کاریکاتوریست با روزنامه‌ها و مجلات دنیای تصویر، همشهری، شرق، توانا، ایران، زن، زنان فردا، روز هفتم، عصر آزادگان، جامعه، توس و نشاط و بسیاری نشریات دیگر را دارد، و او دبیر سوریس کاریکاتور و کارتون نشریات معتبری همچون شرق، هم میهن، مجلات همشهری و… به عهده داشته و درحال حاضر هم دبیر سرویس طرح روزنامه اعتماد است. جمال رحمتی دارنده ۲۶ جایزه بین‌المللی ازجمله ۶ جایزه اول جهانی است.
او مدرس دانشگاه است و تاکنون کارگردانی چند فیلم کوتاه داستانی را نیز تجربه کرده‌است.

## جایزه‌ها
رحمتی برنده چندین جایزه بین‌المللی مانند جایزه ویژه جشنواره بین‌المللی ساتریکون لهستان، دیپلم افتخار جشنواره تایجون کره جنوبی، جایزه اول جشنواره بین‌المللی طنز اروپا، جایزه ویژه موزه کاریکاتور ورشو در لهستان، جایزه بهترین فیلم انیمیشن باکو، جایزه اول جشنواره پیااویی برزیل، جایزه سوم جشنواره بین‌المللی ضد مواد مخدر، جایزه دوم جشنواره هیمال هند شده‌است.